# Vesicularia spinosa
Vesicularia spinosa är en mossdjursart som först beskrevs av Carl von Linné den yngre 1767.  Vesicularia spinosa ingår i släktet Vesicularia och familjen Vesiculariidae. Inga underarter finns listade i Catalogue of Life.